# Industrial Records
Industrial Records (skrót: IR) to wytwórnia płytowa działająca do roku 1981. Została założona w roku 1976 przez członków zespołu Throbbing Gristle w celu wydawania ich eksperymentalnego i nie-rozrywkowego materiału muzycznego. Wydawano również kasety wideo jak i nagrania innych wykonawców.

## Pełna lista wykonawców nagrywających dla IR
- - William S. Burroughs
  - Cabaret Voltaire i jego członek, Richard H. Kirk
  - Chris Carter – pierwsze solowe nagrania członka Throbbing Gristle
  - Monte Cazazza
  - Clock DVA
  - Dorothy
  - The Leather Nun
  - Clock DVA
  - SPK
  - Throbbing Gristle
  - Elisabeth Welch

Nazwa wytwórni posłużyła później jako nazwa gatunku muzycznego industrial.